# 헨리 윌콕슨

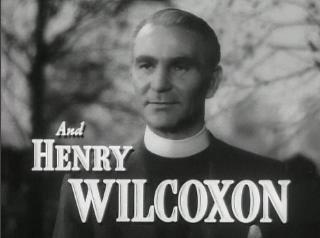

헨리 윌콕슨(Henry Wilcoxon, 1905년 9월 8일 ~ 1984년 3월 6일)은 도미니카 연방의 영화 프로듀서, 영화배우이다.
도미니카 연방에서 태어났으며 로스앤젤레스에서 사망하였다. 사인은 심부전이다.

## 영화
- 히로시마 원폭투하대 (1980년)
- 캐디쉑 (1980년)
- 워 로드 (1965년)
- 십계 (1956년) - 펜투어 역
- 스카라무슈 (1952년)
- 지상 최대의 쇼 (1952년)
- 더 미니버 스토리 (1950년)
- 아더 왕궁의 코네티컷 양키 (1949년)
- 삼손과 데릴라 (1949년)
- 정복되지 않는 사람들 (1947년)
- 미니버 부인 (1942년)
- 해밀턴 부인 (1941년) - 하디 대위 역
- 우먼 닥터 (1939년)
- 타잔 - 조니 웨시스뮬러 편 4 (1939년)
- 내가 왕이라면 (1938년)
- 소울스 앳 씨 (1937년)
- 모히칸 족의 최후 (1936년)
- 십자군 (1935년)
- 클레오파트라 (1934년)